# 洛雷托阿普鲁蒂诺
洛雷托阿普鲁蒂诺（義大利語：Loreto Aprutino），是意大利佩斯卡拉省的一个市镇。总面积59平方公里，人口7749人，人口密度131.3人/平方公里（2009年）。ISTAT代码为068021。